# Ausgeflippt
Ausgeflippt (Originaltitel: Outrageous!) ist ein kanadischer Spielfilm des Regisseurs Richard Benner aus dem Jahr 1977. Der Film startete in den USA am 31. Juli 1977. In Deutschland hatte der Film im Februar 1978 auf der Berlinale Premiere.

## Handlung
„Es gibt drei wichtige Dinge im Leben: Sex, Filme - und meine Karriere. Du solltest viel öfter daran denken und fast nie an dich selbst“, rät der Friseur Robin Turner seiner Zimmergenossin und Schulfreundin Liza Conners. Liza, zuvor freiwillige Patientin in einer Nervenheilanstalt, stand plötzlich auf Robins Türschwelle. Robin war zu weichherzig, um sie fortzuschicken. Er nimmt sie auf, beschützt sie vor ihrer Familie, ihren Freunden und ärztlichen Ratgebern, die sie alle zu ihrem eigenen Wohl in die Anstalt zurückbringen möchten.
Robin unterstützt Liza in ihrem Kampf, den Wahnsinn zu besiegen. Mit seiner sardonisch-witzigen Art lenkt er sie von ihren schwermütigen Grübeleien ab.
Liza erkennt bald, dass auch Robin seine eigenen Probleme hat, und ermutigt ihn, aus dem eintönigen Friseurladen auszusteigen, um als Showbizstar Karriere zu machen. Er soll die Frauen verkörpern, die er fast sein ganzes Leben lang nachgeahmt und vergöttert hat: Peggy Lee, Barbra Streisand, Mae West, Tallulah Bankhead, Carol Channing, Marlene Dietrich, Bette Midler, Pearl Bailey, Ella Fitzgerald, Ethel Merman und Judy Garland. Sie alle werden in Robins Darstellungen zum Leben erweckt, in den Schwulenkneipen von Toronto feiert er seine ersten Triumphe.
Inzwischen stellt Liza, nach einer flüchtigen Bekanntschaft mit einem Taxichauffeur, fest, dass sie schwanger ist. Entgegen dem Rat des Arztes und ihrer Familie ist sie entschlossen, das Baby zu behalten. Robin sucht Glanz und Ruhm in New York und hat Glück. Liza hingegen erleidet eine Fehlgeburt, die Halluzinationen kehren wieder zurück und sie möchte sich dem Drängen ihrer Umgebung ergeben und in die Klinik zurückkehren, als Robin sie in letzter Sekunde ins Taxi packt und mit sich nach New York nimmt. Inmitten all der Neurotiker der Showszene soll Liza ihr Leben genießen ...

## Hintergründe
Die Rolle des Robin Turner wurde ganz auf Craig Russell zugeschnitten und enthält biografische Züge von ihm selbst und seiner Lebensgefährtin Margaret Gibson, auf deren Kurzgeschichte Making it der Film basierte. In dem Film wird Russells Imitationstalent viel Raum gegeben. So hat er Gelegenheit, als Tallulah Bankhead, Bette Davis, Peggy Lee, Bette Midler, Judy Garland, Marlene Dietrich, Carol Channing, Ella Fitzgerald, Pearl Bailey, Ethel Merman, Mae West und Barbra Streisand aufzutreten.

## Kritiken
„Glaubwürdig und geschmackssicher inszenierte, exzellent gespielte, von Menschenliebe zeugende Tragikomödie.“

## Auszeichnungen
Bei den Filmfestspielen in Berlin 1978 wurde Craig Russell für seine Leistung in Outrageous als bester Darsteller ausgezeichnet. Außerdem erhielt der Film sowohl den Leserpreis der Berliner Morgenpost als auch den Silbernen Bären der Jury.